# Ignacio Pérez
Ignacio Pérez Sierra (Medellín, 19 de dezembro de 1934 - 16 de novembro de 2009) foi um futebolista colombiano que atuava como defensor.

## Carreira
Ignacio Pérez fez parte do elenco da Seleção Colombiana de Futebol, na Copa do Mundo de  1962. 